# Ajuy (ort)
Ajuy är en ort i Spanien.   Den ligger i provinsen Provincia de Las Palmas och regionen Kanarieöarna, i den sydvästra delen av landet, 1 600 km sydväst om huvudstaden Madrid. Ajuy ligger 26 meter över havet och antalet invånare är 106. Den ligger på ön Fuerteventura.
Terrängen runt Ajuy är kuperad åt sydost, men västerut är den platt. Havet är nära Ajuy åt nordväst. Runt Ajuy är det ganska glesbefolkat, med 32 invånare per kvadratkilometer. Närmaste större samhälle är Pájara, 7,1 km sydost om Ajuy. 